# Центральная линия (Лондон)
Центральная линия (англ. Central line) — линия глубокого заложения Лондонского метрополитена. На схемах обозначается красным цветом. Линия проходит с востока на запад пересекая весь Лондон и, имея длину 76 км, является самой длинной линией Лондонского метро. Из 49 станций 20 расположены под землёй. В целом считается, что Центральная линия имеет наибольшую скорость между станциями среди всех линий Лондонского метро, которая достигает 80 км/ч после ввода в строй вагонов 1992 серии.